# نیانگودا
نیانگودا (به لاتین: Niyangoda) یک منطقهٔ مسکونی در سری‌لانکا است که در استان مرکزی (سری‌لانکا) واقع شده‌است.